# Hof (plaats in Vestfold)
Hof is een plaats in de Noorse gemeente Holmestrand in de provincie Vestfold. Hof telt 826 inwoners (2007) en heeft een oppervlakte van 0,86 km².